# François Bonlieu
François Bonlieu, född den 21 mars 1937 i Juvincourt-et-Damary, död 18 augusti 1973, var en fransk alpin skidåkare.
Bonlieu blev olympisk guldmedaljör i storslalom vid vinterspelen 1964 i Innsbruck.